# Iváncsik Imre
Iváncsik Imre (Újszász, 1956. június 29. –) magyar élelmiszeripari mérnök, politikus, országgyűlési képviselő.

## Életpályája

### Iskolái
Az általános iskolát Kisújszálláson végezte el. A középiskolát Debrecenben járta ki; 1974-ben érettségizett a Vegyipari Szakközépiskolában. A szegedi Élelmiszer-ipari Főiskola Élelmiszer-ipari Kar élelmiszer-technológia szakának levelező hallgatója volt; 1980-ban szerzett üzemmérnöki oklevelet. 2003–2005 között védelemigazgatási vezetői egyetemi diplomát szerzett a Zrínyi Miklós Nemzetvédelmi Egyetemen.

### Pályafutása
1974–1980 között a Szolnoki Tejipari Vállalat kisújszállási sajtüzemében tejátvevő, laboráns, csoportvezető, művezető és főművezető volt. 1978–1980 között Cegléden sorkatonai szolgálatot teljesített. 1989 óta a Magyar Mikológiai Társaság tagja. 1992-től a Szolnoki Gombászegyesület elnöke. 1992–1994 között vállalkozóként dolgozott, déligyümölcs-kereskedéssel foglalkozott. 2002–2006 között a Honvédelmi Minisztérium politikai államtitkára, 2006–2007 között államtitkára volt. 2007–2010 között a polgári nemzetbiztonsági szolgálatok irányításában közreműködő államtitkár volt.

### Politikai pályafutása
1972–1989 között KISZ-tag volt. 1976–1989 között az MSZMP tagja volt. 1981–1982 között a KISZ Kisújszállási Városi Bizottságának titkára, 1982–1985 között Szolnok Megyei Bizottságának titkára, 1985–1989 között első titkára volt. 1989. júniusa és októbere között az MSZMP Szolnok Megyei Bizottságának titkára volt. 1989 óta az MSZP tagja. 1989–1992 között az országos választmány tagja volt. 1990-ben országgyűlési képviselőjelölt volt. 1990–1992 között az MSZMP szolnoki irodavezetője volt. 1991–1995 között szolnoki városi, 2003-tól Jász-Nagykun-Szolnok megyei elnöke. 1994–2014 között országgyűlési képviselő (Szolnok) volt. 1994–1996 között valamint 1998–2002 között a honvédelmi bizottság tagja volt. 1994–1998 között a Jász-Nagykun-Szolnok Megyei Közgyűlés elnöke volt. 1998–2000 között a területfejlesztési bizottság, valamint az Európai integrációs albizottság tagja volt. 1998–2002 között a Jász-Nagykun-Szolnok Megyei Közgyűlésben frakcióvezető volt. 2002-ben az alkotmány- és igazságügyi bizottság tagja volt. 2010–2014 között a honvédelmi és rendészeti bizottság alelnöke volt.

## Családja
Szülei: Iváncsik Imre (1929–1993) rádióműszerész és Egyed Erzsébet (1931-?) voltak. 1980-ban házasságot kötött Gál Ibolyával. Három gyermekük született: Imre (1980), Ervin (1981) és Anita (1984).

## Díjai
- A Haza Szolgálatáért Érdemérem bronz fokozata (1980)
- Aranykoszorús KISZ-jelvény (1982)
- Kiváló Ifjúsági Vezető (1985)
- Újszász díszpolgára (2005)[2]
- A francia becsületrend tisztje (2007)[3][4]